# Samojská kuchyně

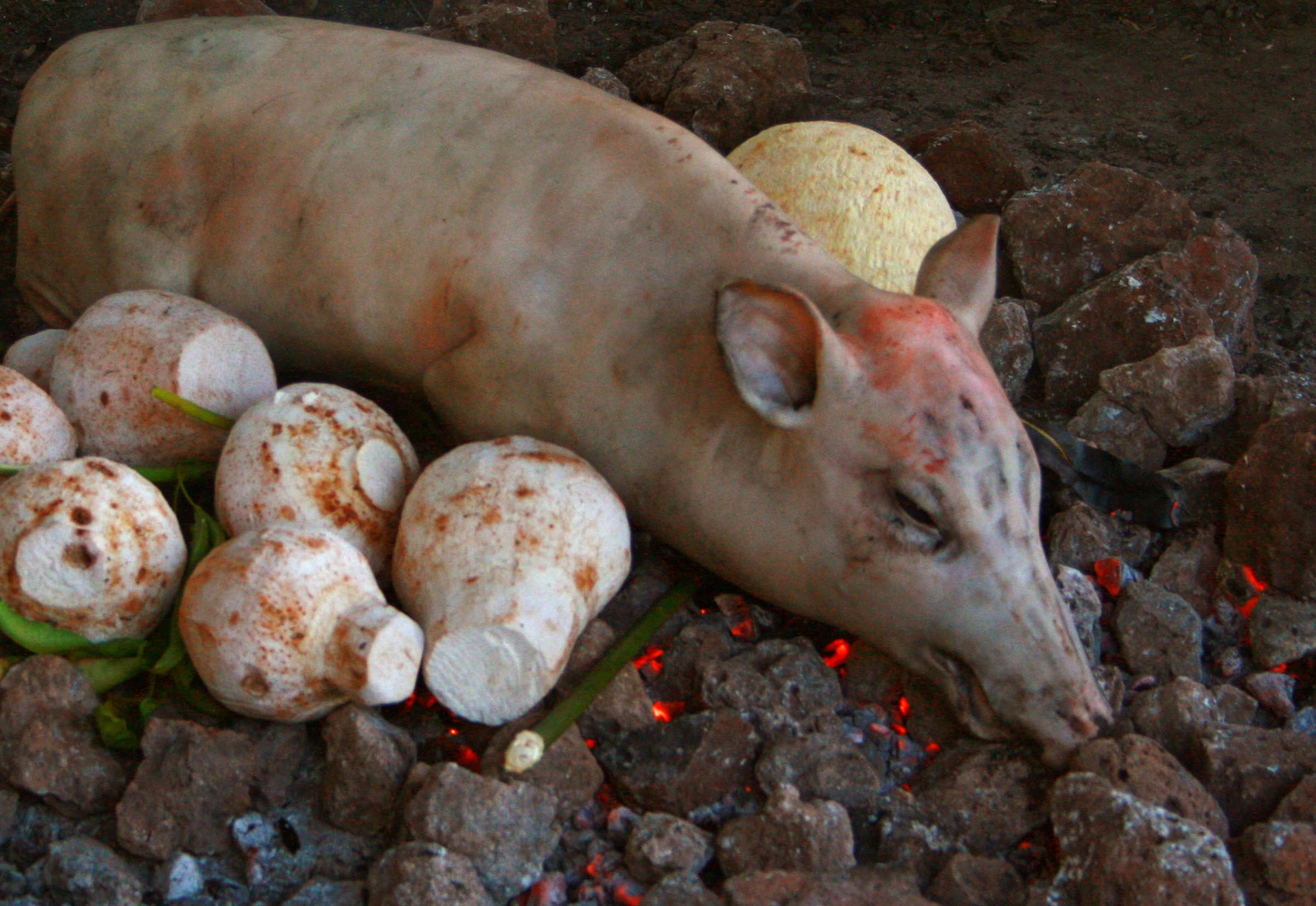
Prase opékané metodou umu

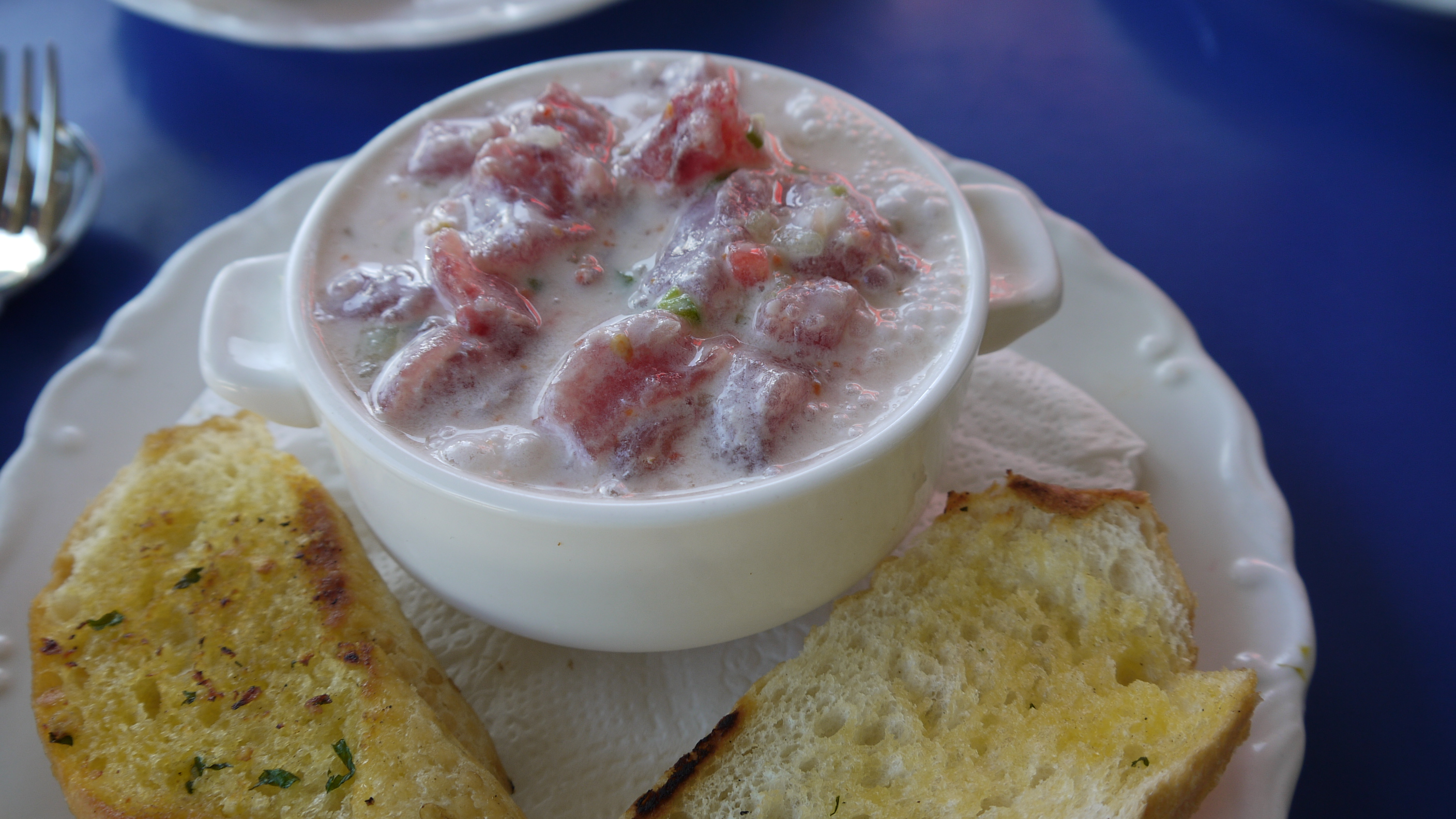
Oka

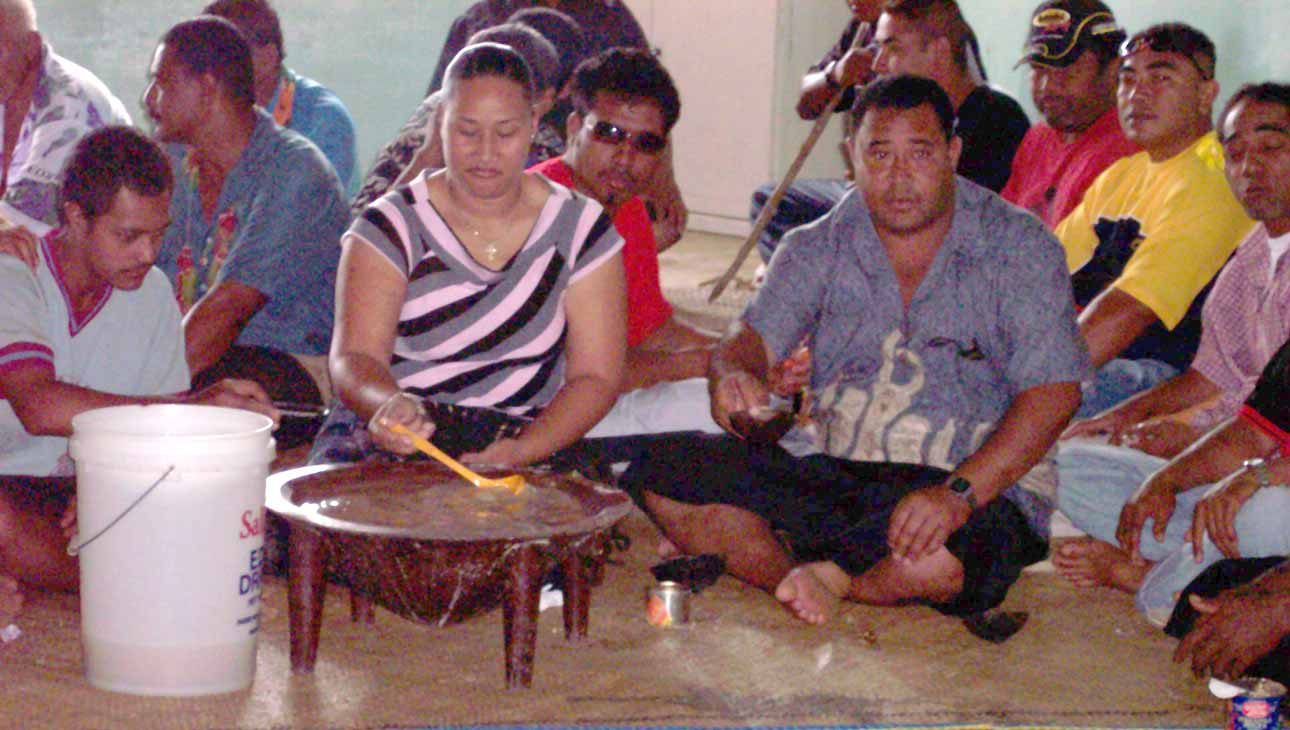
Tradiční podávání kavy

Samojská kuchyně je založena na taru (kolokázie jedlá), chlebovníku, kokosu a tropickém ovoci. Z masa se používá vepřové a kuřecí a pochopitelně také ryby a mořské plody. Samojská kuchyně byla také ovlivněna čínskou kuchyní.
Tradiční přípravou jídla je umu, kdy se kousky zeleniny nebo masa ohřívají za pomoci horkých kamenů.

## Příklady samojských pokrmů
Příklady samojských pokrmů:
- Palusami, listy taro s masem vařené v kokosovém mléce
- Oka, syrové plátky rybího masa marinované v kokosovém mléce s limetkovou šťávou a chilli, podobné ceviche
- Sapasui, nudlový pokrm na čínský způsob[5]
- Panipopo, sladké pečivo pečené v kokosové omáčce[6]
- Kale moa, samojská verze kuřecího kari[7]

## Příklady samojských nápojů
Příklady samojských nápojů:
- Kava, opojný nápoj vyráběný z kořenů pepřovníku opojného
- Koko Samoa, horká čokoláda ze samojských kakaových bobů[8]
- Pivo, v Samoy je několik pivovarů[1][9]